# Obnyinszki atomerőmű
Az Obnyinszki atomerőmű (oroszul Обнинская атомная электростанция [Obnyinszkaja atomnaja elektrosztancija]) Oroszország Kalugai területén, a Moszkvától 110 km-re délnyugatra fekvő Obnyinszk város közelében található atomerőmű. Ez volt a világ első polgári célú, energiatermelő és a villamosenergia-hálózatra kötött atomerőműve. Az erőmű építése 1951. januárjában indult, 1954. június 26-án helyezték üzembe. A reaktor üzemeltethetőségének határidejét eredetileg harminc évben szabták meg. Amikor ez letelt, az erőművet ötévenként vizsgálatnak vetették alá. Bezárása nem műszaki okok miatt történt, hanem azért, mert üzemeltetése már nem volt gazdaságos. Működésének 48 esztendeje alatt egyetlen komoly üzemzavart sem tapasztaltak. 
Az erőmű grafitmoderálású, vízhűtésű reaktorral üzemelt, villamos teljesítménye 5 megawatt volt. Később ebből a típusból fejlesztették ki a modernebb RBMK reaktorokat. Ez a teljesítmény nagyjából tízezer lakás áramellátását biztosította. 
Az AM-1 (atom mirnij - békés atom) obnyinszki reaktor közel egy évtizeden keresztül a Szovjetunió egyetlen atomerőműve volt. Az atomerőmű és a hozzá kapcsolódó kutatási központ katonai bázisként is szolgált, az 1950-es években itt kezdték el kiképezni a Szovjetunió első nukleáris tengeralattjárójának a legénységét is. Obnyinszk a szovjet atomkutatás egyik központja lett, a később épített atomerőművek modelljeit itt tesztelték. Az erőművet bezárása után múzeummá alakították át.